# Centrale nucléaire d'Oskarshamn
La centrale nucléaire d'Oskarshamn est située à 30 km au nord de la commune d'Oskarshamn, et 310 kilomètres au sud de la capitale Stockholm, en Suède. C'est l'une des trois centrales nucléaires suédoises en fonctionnement, les deux autres sont Forsmark et Ringhals.

## Description
La centrale est équipée de 3 réacteurs à eau bouillante (REB) construits par ASEA atom :
- Oskarshamn-1 : 465 MWe, mis en service en 1970, mis à l'arrêt en juin 2017[1]
- Oskarshamn-2 : 630 MWe, mis en service en 1974, mis à l'arrêt en juin 2016[2]
- Oskarshamn-3 : 1200 MWe, mis en service en 1985.

Le propriétaire-exploitant est la société OKG Aktiebolag appartenant au groupe E.ON.

L'exploitant a amélioré le 3e réacteur pour fournir 1450 MWe. 

## Incidents et accidents
Le 21 mai 2008, deux Suédois, dont l'un en possession de sacs contenant des traces d'explosifs, ont été arrêtés, soupçonnés d'avoir préparé des actes de sabotage. Les deux hommes étaient des employés temporaires de la centrale.
Le 23 octobre 2011, un incendie dans un bâtiment abritant une turbine a provoqué l'arrêt du réacteur no 2. Le feu, qui était probablement dû à une fuite d'huile, a été éteint avec un extincteur portatif.
Le 29 septembre 2013, une prolifération de méduses a nécessité l'arrêt du réacteur n° 3 durant 3 jours.

## Arrêt
L'opérateur E.ON a annoncé la fermeture du réacteur n°2 d'Oskarhamn avant 2020.